# Glendale (Kalifornien)
Glendale ist eine Stadt im US-Bundesstaat Kalifornien mit 196.543 Einwohnern (Stand: Volkszählung 2020).
Sie ist die viertgrößte Stadt im Los Angeles County sowie eine principal city der Los Angeles–Long Beach–Anaheim, CA Metropolitan Statistical Area, die Teil der Greater Los Angeles Area ist. Das Stadtgebiet hat eine Größe von 79,4 Quadratkilometern. Die Stadt grenzt im Nordwesten an Burbank, im Südwesten an Atwater Village (Los Angeles) und im Osten an Pasadena. Durch den Ort fließt auch der Los Angeles River.
Glendale entstand nach der Aufteilung des Rancho San Rafael in den 1860er- und 1870er-Jahren. 1887 wurde Glendale als town konstituiert und stieg 1906 zur city auf.

## Demographie
Heute ist sie vor allem eine Wohnstadt im Großraum Los Angeles. Etwa die Hälfte der Bevölkerung von Glendale wurde nicht dort geboren. Die Volkszählung aus dem Jahr 2010 ergab eine Einwohnerzahl von knapp über 191.000, womit es die drittgrößte Stadt im Los Angeles County darstellt. Gegenüber der vorigen Volkszählung im Jahre 2000 ist dies ein leichter Rückgang von etwa 2000 Bewohnern. Dennoch stieg die Einwohnerzahl seit Beginn des 20. Jahrhunderts stetig an, die 100.000-Marke wurde Mitte der 1950er-Jahre übertroffen. In den 1980er-Jahren überschritt die Bevölkerungszahl die 150.000. Das größte Bevölkerungswachstum erfuhr Glendale in den ersten drei Jahrzehnten des 20. Jahrhunderts, als die Einwohnerzahl in einem Zeitraum von zehn Jahren teils um mehr als 300 Prozent anstieg.
Glendale ist Heimat für eine große armenische Gemeinschaft. 2005 waren 40 Prozent der Einwohner Glendales armenischer Abstammung. Armenier stellen zudem die Mehrheit im Stadtrat. Ein Teil der Armenier floh ab 1975 vor dem Bürgerkrieg im Libanon.
Mit etwa 61 Prozent der Bevölkerung stellen europäischstämmige weiße Amerikaner eine deutliche Mehrheit, auch wenn deren Zahl im vergangenen Jahrzehnt zurückging. Rund 17 Prozent der Einwohner Glendales sind hispanischer Abstammung, also sogenannte Latinos. Asiatisch-stämmige Bürger sind mit 16 Prozent für kalifornische Verhältnisse überdurchschnittlich hoch in der Stadt vertreten, während Afroamerikaner und sonstige Ethnien Minderheiten darstellen.

## Sonstiges
In Glendale befindet sich der Forest Lawn Memorial Park Cemetery, auf dem viele bedeutende Amerikaner, darunter zahlreiche Stars des klassischen Hollywood, ihre letzte Ruhestätte fanden. Dazu zählen Robert Taylor, Clark Gable, James Stewart, Humphrey Bogart, Errol Flynn, Spencer Tracy, Walt Disney, Lionel Stander, Jean Harlow, Michael Curtiz, Arthur Lubin, Michael Jackson, Sammy Davis jr. und Nat King Cole.
Ab 1926 entstand am Flughafen von Glendale unter Thomas Benton Slate ein Ganzmetall-Luftschiff, die „City of Glendale“. Sie ging jedoch bereits kurz nach dem ersten Rollout 1929 zu Bruch.
In Glendale befinden sich die US-Hauptniederlassungen von Nestlé und DisneyToon Studios sowie das Museum of Neon Art.

## Söhne und Töchter der Stadt
- Clinton Adams (1918–2002), Künstler und Kunsthistoriker
- Gary Allen (1936–1986), Journalist und Aktivist
- Mark Allen (* 1958), Triathlet
- Lisa-Marie Allen (* 1960), Eiskunstläuferin
- Wayne Allwine (1947–2009), Synchronsprecher und Geräuschemacher, Stimme von Micky Maus
- Darla K. Anderson, Filmproduzentin
- Jacob Armen (* 1982), Schlagzeuger
- Allisyn Ashley Arm (* 1996), Schauspielerin
- John R. Barrows (1913–1974), Hornist in der Klassischen Musik und im Jazz
- Jesse L. Beauchamp (* 1942), Physikochemiker
- Kimberly Beck (* 1956), Film- und Fernsehschauspielerin
- Captain Beefheart (1941–2010), experimenteller Rock- und Bluesmusiker sowie Maler
- Dawn Bender (* 1935), Schauspielerin
- Elvin Bishop (* 1942), Bluesrock-Sänger und -Gitarrist
- David Brin (* 1950), Science-Fiction-Autor
- Jeff Bucknum (* 1966), Autorennfahrer
- Robert L. Byer (* 1942), Physiker
- Candace Cable (* 1954), Behindertensportlerin
- Mickey Caruso (1937–2004), Schauspieler, Stuntman und ehemaliger American-Football-Spieler
- Gail Castro (* 1957), Volleyball- und Beachvolleyballspielerin
- Claudia Christian (* 1965), Schauspielerin, Regisseurin, Drehbuchautorin, Sängerin und Musikerin
- Doug Davidson (* 1954), Schauspieler
- Jimmy Davies (1929–1966), Autorennfahrer
- Michael Davis (* 1995), American-Football-Spieler
- John Debney (* 1956), Filmkomponist
- Anthony De Longis (* 1950), US-amerikanisch-kanadischer Schauspieler, Stuntman und Choreograf
- Marian Diamond (1926–2017), Neurowissenschaftlerin und Pädagogin
- Ed Diener (1946–2021), Psychologe und Autor
- John Doolittle (* 1950), Politiker, Vertreter von Kalifornien im US-Repräsentantenhaus
- Greg Dulcich (* 2000), American-Football-Spieler
- Nicole Eggert (* 1972), Schauspielerin
- Erika Eleniak (* 1969), Schauspielerin und ehemaliges Playmate
- Robert Englund (* 1947), Schauspieler
- David Van Essen (* 1945), Neurowissenschaftler und Professor
- Chelsea Field (* 1957), Schauspielerin
- Pat Flaherty (1926–2002), Rennfahrer
- Robert C. Fleischer (* 1955), Evolutionsgenetiker und Ornithologe
- Lucy Flores (* 1979), Politikerin
- Robert Francis (1930–1955), Schauspieler
- Martin Frost (* 1942), Politiker, Vertreter von Texas im US-Repräsentantenhaus
- Edward Furlong (* 1977), Schauspieler
- Brian Goorjian (* 1953), US-amerikanisch-australischer Basketballspieler und -trainer
- Scott Gorham (* 1951), Rockgitarrist
- Jon Gries (* 1957), Schauspieler, Komponist, Produzent und Regisseur
- Gabriela Guellil (* 1959), deutsche Botschafterin
- James Gurney (* 1958), Künstler und Autor
- Joe Hahn (* 1977), DJ der US-Rockband Linkin Park
- Daniel Haller (1926–2024), Filmarchitekt und Regisseur
- Thomas B. Hayward (1924–2022), Admiral
- Richie Hearn (* 1971), Autorennfahrer
- J. Roy Helland (* 1943), Maskenbildner
- Pamela Hensley (* 1950), Schauspielerin und Autorin
- Jaime Herrera Beutler (* 1978), Politikerin
- Chris Holmes (* 1958), Musiker
- Walter Hopps (1932–2005), Museumsdirektor und Kurator für Zeitgenössische Kunst
- Paul Robert Ignatius (* 1920), Unternehmer, Wirtschaftsmanager und Marinestaatssekretär
- Gary Ilman (1943–2014), Schwimmer und Olympionike
- Allison Iraheta (* 1992), Pop-Rocksängerin
- Kathy Ireland (* 1963), Autorin, Unternehmerin, Schauspielerin und Fotomodell
- Ed King (1949–2018), Musiker, Gitarrist der Rockband Lynyrd Skynyrd
- Arnold G. Kluge (* 1935), Herpetologe
- Nathan Kress (* 1992), Schauspieler
- Emily LeSueur (* 1972), Synchronschwimmerin
- Yvonne Lime (* 1935), Filmschauspielerin
- Emily Ann Lloyd (* 1984), Kinderdarstellerin
- Eric Lloyd (* 1986), Schauspieler
- Charles R. Lyons (1933–1999), Professor für Theater- und Vergleichende Literaturwissenschaft
- Katherine MacGregor (1925–2018), Schauspielerin
- Lorna Maitland (* 1943), Schauspielerin
- Daisy Marie (* 1984), Pornodarstellerin und Model
- Adrienne Martelli (* 1987), Ruderin
- Lori Martin (1947–2010), Schauspielerin
- A Martinez (* 1948), Schauspieler
- Tim Matheson (* 1947), Schauspieler
- Doug McClure (1935–1995), Schauspieler
- Scott McGinnis (* 1958), Schauspieler
- Lloyd Miller (1938–2024), Musiker und Musikethnologe
- Bob Minkler (1937–2015), Tontechniker
- Ron Morris (1935–2024), Stabhochspringer
- Paul Murdoch (* 1952), Theologe und Autor
- Dennis Muren (* 1946), Specialeffects-Veteran des amerikanischen Kinos
- Taylor Negron (1957–2015), Schauspieler
- Ken Osmond (1943–2020), Schauspieler
- Kelly Packard (* 1975), Schauspielerin
- Ashley Park (* 1991), Schauspielerin
- Paul Petersen (* 1945), Schauspieler
- Sam Phillips (* 1962), Sängerin, Musikerin und Komponistin
- Lari Pittman (* 1952), Maler
- Terry Porter (* 1954), Toningenieur
- Cliff Potts (* 1942), Schauspieler
- Donald R. Prothero (* 1954), Paläontologe
- Scott Radinsky (* 1968), Baseballspieler und Punk-Sänger
- Phil Rawlins (1930–2009), Film- und Fernsehschaffender
- Debra Jo Rupp (* 1951), Schauspielerin
- Alexander Sarkissian (* 1990), Tennisspieler
- Raymond Sarmiento (* 1992), Tennisspieler
- Michael Shermer (* 1954), Wissenschaftsjournalist, Wissenschaftshistoriker und Gründer der Skeptics Society
- Bob Siebenberg (* 1949), Schlagzeuger
- Ray Smith (1918–1979), Country-Sänger und -Musiker
- Carl Steven (1974–2011), Kinderdarsteller
- Gloria Talbott (1931–2000), Schauspielerin
- Colleen Townsend (* 1928), Schauspielerin und Autorin
- Ed Thrasher (1932–2006), Fotograf und Grafiker
- Ron Underwood (* 1953), Regisseur
- Sandra Lee Vehrencamp (* 1948), Ornithologin und Ethologin
- Ian Virgo (* 1981), US-amerikanisch-britischer Filmschauspieler
- Shawna Waldron (* 1982), Filmschauspielerin
- Gary Walker (* 1942), Musiker, Schlagzeuger der Walker Brothers
- Paul Walker (1973–2013), Schauspieler
- John Wright (1943–2023), Filmeditor

## Weblinks

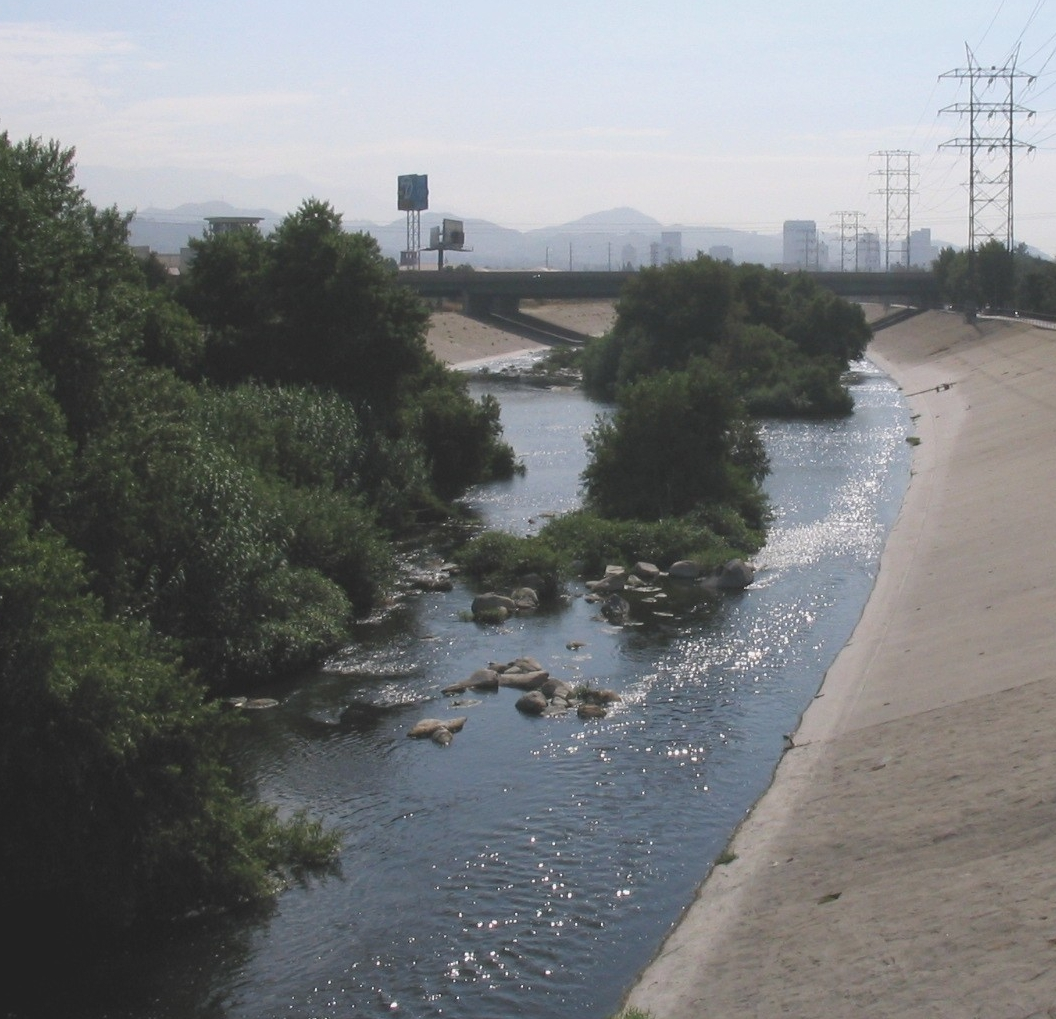
Der Los Angeles River in Glendale